# Смирнов Олексій Сергійович
Олексій Сергійович Смирнов (рос. Алексей Сергеевич Смирнов; 28 січня 1982, м. Твер, СРСР) — російський хокеїст, лівий нападник.
Вихованець хокейної школи «Кристал» (Електросталь). Виступав за ХК МВД-ТХК (Твер), «Динамо» (Москва), ЦСКА (Москва), «Анагайм Дакс», «Цинциннаті Майті-Дакс» (АХЛ), «Авангард» (Омськ), «Омські Яструби», «Лонг-Біч Айс-Догс» (ECHL), «Витязь» (Чехов), «Крила Рад» (Москва), «Хімік» (Воскресенськ), «Газовик» (Тюмень), ТХК (Твер), «Торос» (Нефтекамськ), «Буран» (Вороніж).
В чемпіонатах НХЛ — 52 матчі (3+3), у турнірах Кубка Стенлі — 4 матчі (0+0).
У складі юніорської збірної Росії учасник чемпіонатів світу 1999 і 2000.
Досягнення
- Чемпіон Росії (2000)
- Чемпіон ВХЛ (2012)
- Срібний призер юніорського чемпіонату світу (2000).